# 瑞徽 (道光进士)
瑞徵（1810年—？），字叙五，号保堂，又号霭山，博尔济吉特氏，蒙古正白旗人。瑞徽在道光八年考中戊子恩科举人、道光十五年考中乙未恩科进士，经过选拔成为翰林院庶吉士。
瑞徽的曾祖陆士仪是雍正壬子举人；祖父盛德曾担任内阁中书、父福长、翻译举人、工部郎中。